# محمد أمير خان
محمد أمير خان (بالإنجليزية: Mohammad Amir Khan) هو لاعب هوكي الحقل هندي، ولد في 29 ديسمبر 1993 في الله أباد في الهند.